# Републикански път II-81
Републикански път II-81 е второкласен път между градовете София и Лом, част от Републиканската пътна мрежа на България, преминаващ по територията на област София, Софийска област и област Монтана. Дължината му е 149,5 km.

## Описание
Пътят се отклонява наляво при 52,6 km на Републикански път I-8 и 12,6 km на Републикански път II-18 северозападно от София и се насочва на север през Софийската котловина. След като премине през село Волуяк, навлиза в Софийска област, минава през град Костинброд, напуска Софийската котловина и започва изкачване по южните склонове на Мала планина (част от Западна Стара планина). След село Бучин проход пътят слиза в най-източната част на Годечката котловина, преодолява нисък вододел и достига най-горното течение на река Нишава. Изкачва се по долината на реката, минава през село Гинци и преодолява Западна Стара планина през Петроханския проход (1410 м н.в.)
След прохода пътят навлиза в Област Монтана, като се спуска по северния склон на планината, минава през село Бързия и достига до Берковската котловина. Там пътят заобикаля град Берковица от изток по обходният път, продължава на север по долината на река Бързия (десен приток на Огоста), преминава през село Благово и при град Монтана навлиза в Предбалкана. След като заобиколи града от изток, пътят запазва северното си направление, като последователно преминава през селата Вирове, Долно Церовене, Пишурка и Расово и в квартал Младеново на Лом се свързва с Републикански път II-11 при неговия 47,5 km.

## Отклонения
По протежението на пътя вляво и вдясно от него се отделят 10 третокласни пътя, от тях 6 са с трицифрени и 4 са с четирицифрени номера.
Третокласни пътища с трицифрени номера
- при 18,8 km, местност Беледие хан – наляво Републикански път III-811 (49,6 km) до 9,7 km на Републикански път III-605;
- при 31,7 km, северно от село Бучин проход – наляво Републикански път III-813 (63,3 km) до 45,4 km на Републикански път II-63;
- при 73,4 km, северно от село Бързия – надясно Републикански път III-812 (17 km) до 24,6 km на Републикански път III-162, североизточно от град Вършец;
- при 88,7 km, източно от село Боровци – наляво Републикански път III-815 (16,9 km) до 66,7 km на Републикански път III-102, североизточно от село Гаврил Геново;
- при 104,6 km, северно от град Монтана – надясно Републикански път III-816 (11,5 km) до село Мърчево;
- при 122,5 km, източно от село Долно Церовене – надясно Републикански път III-818 (36,2 km) до село Долни Цибър;

Третокласни пътища с четирицифрени номера
- при 23,5 km – надясно Републикански път III-8102 (15.4 km) през селата Дръмша и Чибаовци до село Свидня при 4 km на Републикански път III-164;
- при 28,0 km – наляво Републикански път III-8103 (23,7 km) през селата Цръклевци, Василовци, Мало Малово, Раяновци и Големо Малово до град Драгоман при 27,7 km на Републикански път III-813;
- при 88,7 km, източно от село Боровци – надясно Републикански път III-8104 (13,1 km) през селата Замфирово и Пърличево до 3 km на Републикански път III-1621, източно от последното;
- при 136,9 km, северно от село Расово – наляво Републикански път III-8105 (23,6 km) през селата Медковец и Сливовик до село Славотин при 28,1 km на Републикански път III-112;

| Пътища, отклоняващи се надясно (населено място, № на пътя, посока на пътя) | km    | Пътища, отклоняващи се наляво (посока на пътя, № на пътя, населено място) |
| -------------------------------------------------------------------------- | ----- | ------------------------------------------------------------------------- |
| Област София I-8, 52,6 km ← (от кв. „Княжево“) II-18, 12,6 km ←            | 0     | ← 52,6 km, I-8, област София ← 12,6 km, II-18 (до кв. „Княжево“)          |
| с. Волуяк                                                                  | 2,2   | с. Волуяк                                                                 |
| Община Костинброд, Софийска област                                         | 4,4   | Софийска област, Община Костинброд                                        |
| (за с. Голяновци) общински път, гр. Костинброд ←                           | 7     | → гр. Костинброд, общински път (за 39,3 km на I-8)                        |
| (за с. Драговищица) общински път ←                                         | 12,5  |                                                                           |
| (за с. Градец) общински път ←                                              | 15,2  |                                                                           |
| мест. Беледие хан                                                          | 18,8  | → мест. Беледие хан, 0 km, III-811 (до 9,7 km на III-605)                 |
|                                                                            | 22,2  | → общински път (за с. Понор)                                              |
| (до с. Свидня) III-8102, 0 km ←                                            | 23,5  |                                                                           |
|                                                                            | 28    | → 0 km, III-8103 (до гр. Драгоман)                                        |
| (от гр. Своге) III-164, 36,2 km, с. Бучин проход →                         | 30,5  | с. Бучин проход                                                           |
|                                                                            | 31,7  | → 0 km, III-813 (до 45,4 km на II-63)                                     |
| Община Своге, (за с. Манастирище) общински път ←                           | 33,5  | Община Своге                                                              |
| Община Годеч                                                               | 40,2  | Община Годеч                                                              |
| (за с. Бракьовци) общински път ←                                           | 41,1  |                                                                           |
| с. Гинци                                                                   | 47,3  | с. Гинци                                                                  |
| Община Берковица, област Монтана, Петрохански проход                       | 54,2  | Петрохански проход, област Монтана, Община Берковица                      |
| с. Бързия                                                                  | 71,4  | с. Бързия                                                                 |
| (до 17 km на III-162) III-812, 0 km ←                                      | 73,4  |                                                                           |
| гр. Берковица                                                              | 76,9  | → гр. Берковица, общински път (за с. Котеновци)                           |
| (за с. Мездрея) общински път ←                                             | 78,6  |                                                                           |
| (за селата Песочница и Бокиловци) общински път ←                           | 82,6  |                                                                           |
|                                                                            | 83,3  | → общински път (за с. Комарево)                                           |
| (за с. Балювица) общински път ←                                            | 88,1  |                                                                           |
| (до 3 km на III-1621) III-8104, 0 km ←                                     | 88,7  | → 0 km, III-815 (до 66,7 km на III-102)                                   |
| Община Монтана                                                             | 91,2  | Община Монтана                                                            |
| с. Благово                                                                 | 93    | с. Благово                                                                |
| (до ГКПП Кулата - Промахон) I-1, 109,2 km, гр. Монтана ←                   | 99    | ← гр. Монтана, 109,2 km, I-1 (от ГКПП Видин - Калафат)                    |
|                                                                            | 103,7 | ← 50,8 km, III-112 (от 24,5 km на II-11)                                  |
| (до с. Мърчево) III-816, 0 km ←                                            | 104,6 |                                                                           |
| (за с. Габровница) общински път, с. Вирове ←                               | 113,6 | с. Вирове                                                                 |
|                                                                            | 115,6 | → общински път (за с. Безденица)                                          |
| (за с. Габровница) общински път ←                                          | 117,2 |                                                                           |
| Община Якимово                                                             | 118,7 | Община Якимово                                                            |
| с. Долно Церовене                                                          | 121,4 | с. Долно Церовене                                                         |
| (до с. Долни Цибър) III-818, 0 km ←                                        | 122,5 |                                                                           |
| Община Медковец                                                            | 127,8 | Община Медковец                                                           |
| с. Пишурка                                                                 | 128,8 | с. Пишурка                                                                |
|                                                                            | 134   | → общински път (за с. Расово)                                             |
|                                                                            | 136,9 | → 0 km, III-8105 (до с. Славотин)                                         |
| Община Лом                                                                 | 139,5 | Община Лом                                                                |
| (за с. Комощица) общински път ←                                            | 143,8 | → общински път (за с. Замфир)                                             |
| (от гр. Бяла Слатина) III-133, 71,8 km →                                   | 146,2 |                                                                           |
| (до 40,9 km на II-34) II-11, 47,5 km, гр. Лом ←                            | 149,5 | ← гр. Лом, 47,5 km, II-11 (от 19,7 km на I-1)                             |